# Jøkulhest
Jøkulhest (norwegisch für Gletscherpferd) ist ein Berggipfel mit Eiskappe im ostantarktischen Königin-Maud-Land. Im Mühlig-Hofmann-Gebirge bildet er den Gipfel der Jøkulkyrkja.
Norwegische Kartographen, die ihn auch benannten, kartierten ihn anhand von Luftaufnahmen und Vermessungen der Dritten Norwegischen Antarktisexpedition (1956–1960).